# Дружное (Тульская область)
Дружное — деревня в Кимовском районе Тульской области России.
В рамках административно-территориального устройства входит в Табольский сельский округ Кимовского района, в рамках организации местного самоуправления входит в сельское поселение Новольвовское.

## География
Расположена в 21 км к юго-востоку от железнодорожной станции города Кимовска.

## История
В 1961 году указом Президиума Верховного Совета РСФСР деревня Погибеловка переименована в Дружное.

## Население
| 2010 |
| ---- |
| 5    |